# 노예제
노예제(奴隷制, 영어: slavery)란 선사시대 이후 인간이 다른 인간을 재산, 가축처럼 취급하는 것을 말하며, 그러한 취급을 받는 인간을 노예(奴隷, slave)라 한다. 노예는 사람임에도 불구하고 인격이 부인되고 자유와 권리의 태반 또는 전부가 빼앗긴 노예로 타인의 소유의 객체가 되는 노예, 또는 계층, 계급을 의미한다. 법적으로는 개인재산을 뜻하며 양도, 매매가 가능한 물건으로 취급되었다.
‘생명 있는 도구, 말할 줄 아는 도구’라 하여 가축과 같이 생각되었으며, 소유자는 어떤 종류의 노동도 시킬 수 있었고, 원칙적으로는 그 생명도 빼앗을 수 있었다. 풍토, 관습, 전통의 상위(相違)에 따라 지역차는 있으나 유사 이래 사람이 사람을 소유하는 노예제는 세계 어디에서도 볼 수 있었던 일반적인 현상이었다.
근대 유럽에서는 천부인권 사상에 따라 유럽 각국의 국민들에 대하여는 노예제가 폐지되었으나, 타인종에 대한 노예무역은 한동안 광범하게 행하여졌다. 현대사회에서 사람을 대상으로 한 소유와 매매는 국제조약과 법률에 의하여 금지되어 있으나, 지금도 세계 각처에서는 성과 노동력을 착취하는 인신매매가 근절되지 않고 있으며, 이는 불법적인 노예로 볼 수 있다.
합법적인 노예제도가 남아있었던 마지막 국가는 아프리카의 모리타니였다. 1981년에 대통령령으로 노예제가 폐지된 이후, 2007년에는 노예제를 불법으로 규정하여 공식적으로는 모리타니에서도 노예제가 완전히 폐지되었다. 그러나 법 적용이 느슨하여 모리타니에는 현재 최대 약 60만명 정도의 노예가 실질적으로 존재하는 것으로 알려져 있다.

## 역사

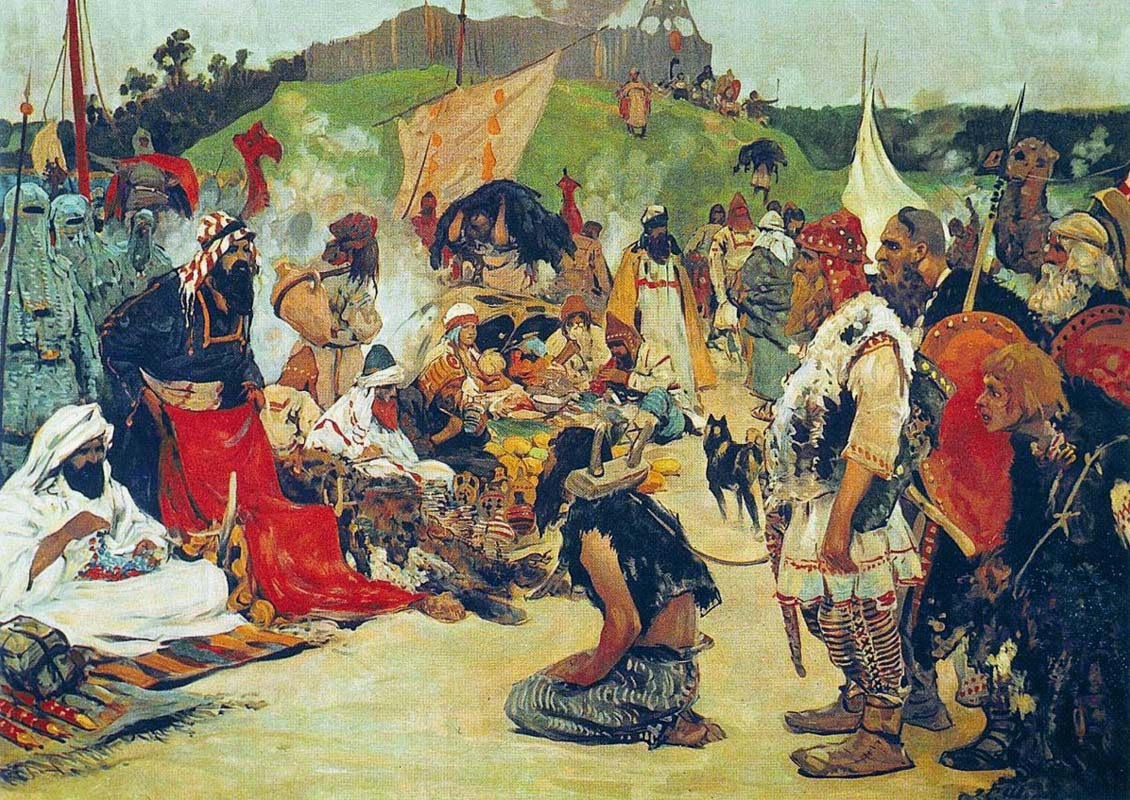
유럽 중세 초기의 노예 시장. 세르게이 이바노프의 그림.

### 노예제
노예 제도가 처음 시작된 연대는 확인이 되지 않고 있으나 성경 창세기에도 '노예'라는 표현이 등장하는 것으로 볼 때 그 만큼 오래된 제도라고 볼 수 있겠다. 신석기시대와 청동기시대에 타 부족, 타 씨족을 정복하면서 정복된 부족 또는 부락을 하층민이나 전쟁노예로 부린 것에서 출발한 것으로 추정된다. 노예 제도는 사회 계급 제도에 근거를 두고 있으므로, 수렵채집사회에서는 극히 드문 현상이다. 또 노예제가 발생하려면 잉여 생산물과 더불어 충분히 인구 밀도가 높아야 한다. 이러한 요소들 때문에 기원전 11,000여 년 전 신석기 혁명 당시 농경이 발명된 이후에 노예 제도가 등장하기 시작하였다. 이후 금속의 사용이 보편화된 청동기 시대와 철기 시대에 가서는 노예가 급속히 증가하였다.
노예제에 관한 기록으로 남긴 최초의 문헌 기록은 함무라비 법전(기원전 1760년경)에서 찾아 볼 수 있으며, 성서에서도 노예제가 확립된 제도로 언급되고 있다. 한국에서는 기원전 1000년경의 고조선의 법조문에 노예에 대한 규정이 존재한다. 노예제는 수메르 문명을 비롯하여 고대 이집트, 바빌로니아, 아시리아, 고대 그리스, 고대 로마, 이슬람, 아랍 제국 등 거의 대부분 고대 문명에서 등장하였다. 이들의 노예 제도는 채무 노예, 범죄자 출신, 전쟁 포로 출신, 아동 유기, 노예가 낳은 자식 등 여러 종류가 뒤섞여 있었다. 고대 그리스에서 노예에 관한 기록은 뮈케나이 문명 시대까지 거슬러 올라간다. 고전기 시대 아테나의 인구 가운데 2/5가 노예였다. 아리스토텔레스 같은 그리스 철학자들도 선천적 노예 제도를 인정하였는데, 이는 즉 태어날 때부터 노예인 사람도 있다는 생각이었다.

### 로마 시대
공화정 시대의 로마가 외부로 팽창하면서 온갖 민족이 노예가 되어 유럽과 지중해 세계 전역에서 노예가 대량으로 공급되었다. 그리스인, 일리리아인, 베르베르인, 게르만인, 브리튼인, 트라키아인, 갈리아인, 유대인, 아랍인 등 다양한 민족 출신의 노예가 노동 뿐만 아니라 오락(가령 검투사나 성 노예 등)을 목적으로 쓰였다. 소수 권력층의 이러한 억압으로 말미암아 노예 반란이 일어나기도 하였는데, 스파르타쿠스가 일으킨 로마의 세 번째 노예 반란이 가장 격렬하였으며, 가장 유명하기도 하다. 로마 공화정 말기에 노예제는 로마 경제의 중요한 기반이 되었으며, 로마 사회의 큰 부분을 이루었다. 고대 로마의 인구 중 25% 이상이 노예로 추산된다. 어떤 학자들은 로마의 노예 비중이 이탈리아 인구의 35% 이상을 점하였다고 주장하기도 한다. 로마 제정 시대의 로마 시만 해도 400,000여명의 노예가 있었다. 로마가 건국되어 쇠퇴하기까지 천 년 동안 지중해와 그 배후지 전역에서 노예로 잡히거나 팔린 사람이 최소 1억 명은 되었다.

### 중세 시대
중세 초기의 노예 무역은 유럽의 남쪽과 동쪽 지역에 주로 국한되었는데, 비잔티움 제국과 무슬림 세계가 종착지로, 이교도 지역인 중앙 유럽과 동유럽, 캅카스와 타타르는 중요한 노예 공급처였다. 바이킹, 아랍, 알란, 반달, 베르베르인 상인 등은 중세 초기의 노예 무역에 모두 관여하였다. 

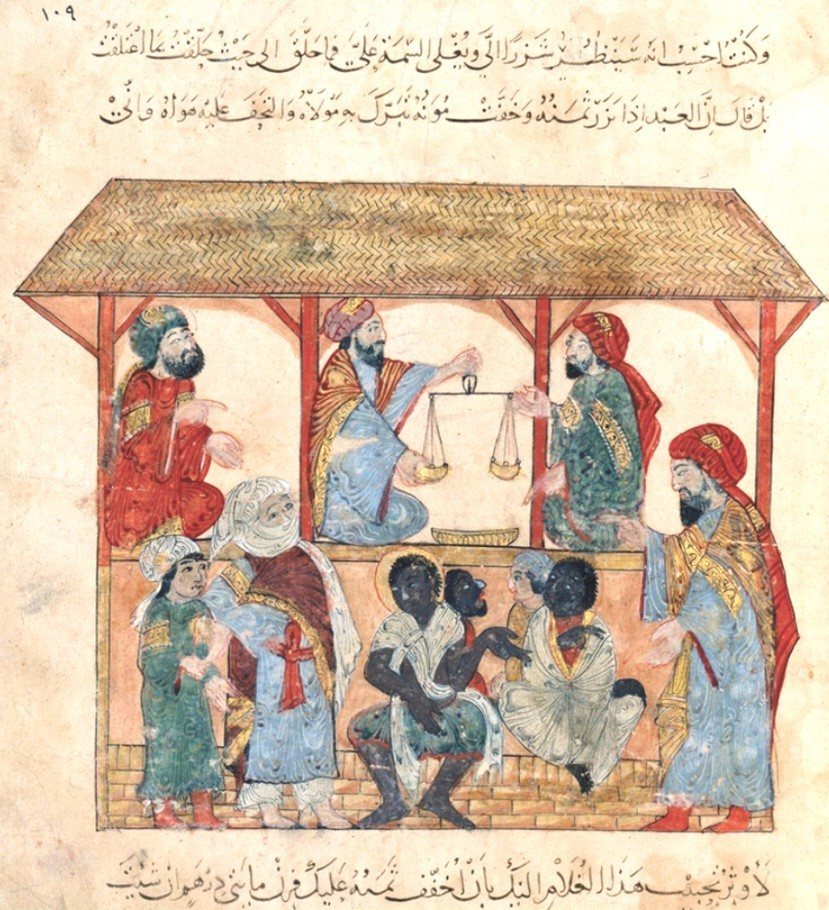
13세기 예멘의 노예 시장.

중세 시대의 에스파냐와 포르투갈에서는 무슬림과 기독교간에 끊임없이 전쟁이 벌어졌다. 알 안달루스에서는 이베리아인 기독교 왕국에 주기적으로 습격 작전을 벌여 전리품을 얻고 노예를 끌고 갔다. 가령 무와히드 왕조의 할리파 야쿱 알 만수르는 1189년에 포르투갈의 리스본을 습격하여 여자와 아이 3,000명을 포로로 잡아갔으며, 그의 코르도바 지사는 1191년에 실브스를 공격하여 기독교도 3,000명을 노예로 삼았다. 11세기에서 19세기에 이르기까지 북아프리카의 바르바리 해적은 '라지아'라 하여 유럽의 해안 취락을 습격하여 사로잡은 기독교도들을 노예로 삼아 알제리나 모로코의 노예 시장에 팔았다.
1086년에 영국에서 편찬된 둠스데이 북에서 잉글랜드 인구의 약 10%가 노예라고 나와 있다. 로마 가톨릭 교회에서는 노예제를 금지하였으며 또는 922년의 코블렌츠 공의회나 런던 공의회 (1102년), 아마 공의회(1171년) 등 최소한 기독교도 노예를 비기독교 지역으로 수출하는 행위를 금지하기도 하였으나, 중세 초기 유럽의 노예 제도는 무척 흔한 일이었다. 15세기에 가톨릭 교회는 해외 영토에서 비기독교를 노예화하는 행위를 합법화하였다. 1452년, 교황 니콜라스 5세는 교황 칙서 '둠 디베르사스'(Dum Diversas)를 포고하여 포르투갈의 알폰수 5세에게 "사라센인, 이교도, 그 밖의 신앙 없는 자들"을 세습 노예로 삼을 수 있는 권리를 부여하여 노예 무역(최소한 전쟁 포로 노예)을 합법화하였다. 니콜라스 5세는 이러한 조건으로 노예제를 승인한 것을 1455년의 로마누스 폰티펙스(Romanus Pontifex) 칙서로 재확인하고 더욱 확대하였다.
이는 레콩키스타와 북아프리카 원정 중 생포된 포로들의 노예화에 대한 도덕적 정당성을 부여한 조치이며, 노예화는 경제적 이익을 위한 것이 아니라 이교도와 불신자를 줄이는 차원에서 실시함으로써 종교적, 도덕적 정당성을 인정받을 수 있게 되었다. 노예들을 강제개종시켜 그들의 영혼을 구원시킬 수 있다고 보았기에 이교도 아프리카 원주민을 노예로 데려오는 것을 인정하는 것이었다. 이러한 교황의 칙령들은 차후에 노예 무역과 유럽의 식민지 활동에 대한 정당성을 부여하였다. 그러나 산토 도밍고의 에스파냐인 정착촌에 도착한 도미니크회 수도사들은 지역 인디언 원주민의 노예화를 강하게 비판하였다. 다른 사제들과 함께 이들은 스페인 왕과 이후 왕의 대리인 앞에서 그들의 제도가 부당하고 불법적이라며 반대하였다.

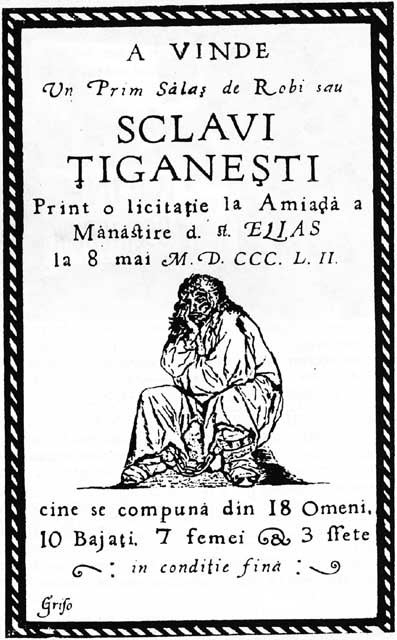
1852년, 부쿠레슈티의 로마인(집시) 노예 경매를 광고하는 포스터.

한편 비잔티움-오스만 전쟁과 오스만의 유럽 전쟁으로 수많은 기독교도 노예들이 이슬람 세계로 유입되었다. 레판토 해전 이후 약 12,000명의 기독교도 갤리선 노예들이 오스만 튀르크의 손아귀에서 벗어나 해방되기도 하였다.

### 대서양 노예 무역

#### 포르투갈
포르투갈의 항해왕자 엔히크가 주도하는 해양탐사와 아프리카 개척은 경제적 실익이 없는 가운데 막대한 자금만 소모되자 자국 내에서 비판이 일었다. 1441년 10명의 아프리카 흑인들을 처음으로 포르투갈에 데려온 이후 지속적으로 노예들을 들여오자 이런 비난은 잠잠해졌다. 포르투갈인들은 아프리카 흑인에 대해 많은 관심을 보였는데, 당시 식민지 건설이 진행되던 아조레스와 마데이라 제도의 밀과 사탕수수 재배에 노동력이 많이 부족했기 때문이다. 이런 수요로 인해 같은 해 모리타니 북부로부터 많은 노예들을 들여오기 시작했다.
아프리카 일부 지역에서는 대서양 노예 무역이 시작되기 오래전부터 노예제가 존재했다. 훗날 노예무력이 활성화되어 유럽인이 노예무역으로 유명한 아프리카 중부 서해안에 진출하기 전에도 그 지역 아프리카인들의 30~60%가 노예였다. 이들은 백인들의 노예로 지낸 것이 아니라 그 지역 지배계층 흑인들의 노예로 지내고 있었다. 따라서 거래된 흑인 노예들은 백인 노예상들이 납치한 것이 아니라 이미 아프리카 추장들 의해 길들여진 노예들을 흑인 노예상들과의 거래를 통하여 들여왔다. 훗날 아메리카 대륙으로 이동한 흑인노예들도 유럽인들의 강제에 의해 이루어진 것이 아니라 아프리카 흑인 출신의 노예무역 중개상들과의 거래를 통하여 이루어 진것이 대부분이다.

1444년에 포르투갈의 항구 도시이자 해양 탐험의 전진기지로 사용되어온 라구스에 처음으로 아프리카 노예를 수입하여 판매하는 노예 시장(Mercado de Escravos)이 생겼다. 엔히크는 라구스에 '기네의 집'을 건립하여 이곳에서 노예교역이 이루어지게 하였으며 수입 노예들의 20%를 세금으로 거두어 들였다. 1456년에 카보베르데(Cape verde) 제도가 발견되었는데 이곳을 노예무역의 기지로 활용하였다. 포르투갈의 아프리카 흑인노예 무역은 점차 활성화되었고 1552년 당시 리스본의 인구 중 10%는 아프리카 흑인일 정도였다. 16세기 후반, 왕실은 노예 독점 무역을 포기하고, 또 아프리카 노예를 유럽에서 거래하는 대신 노예를 아메리카 열대 식민지로 보내는 방식으로 정책을 바꾸었는데, 특히 브라질로 많은 노예를 보냈다. 

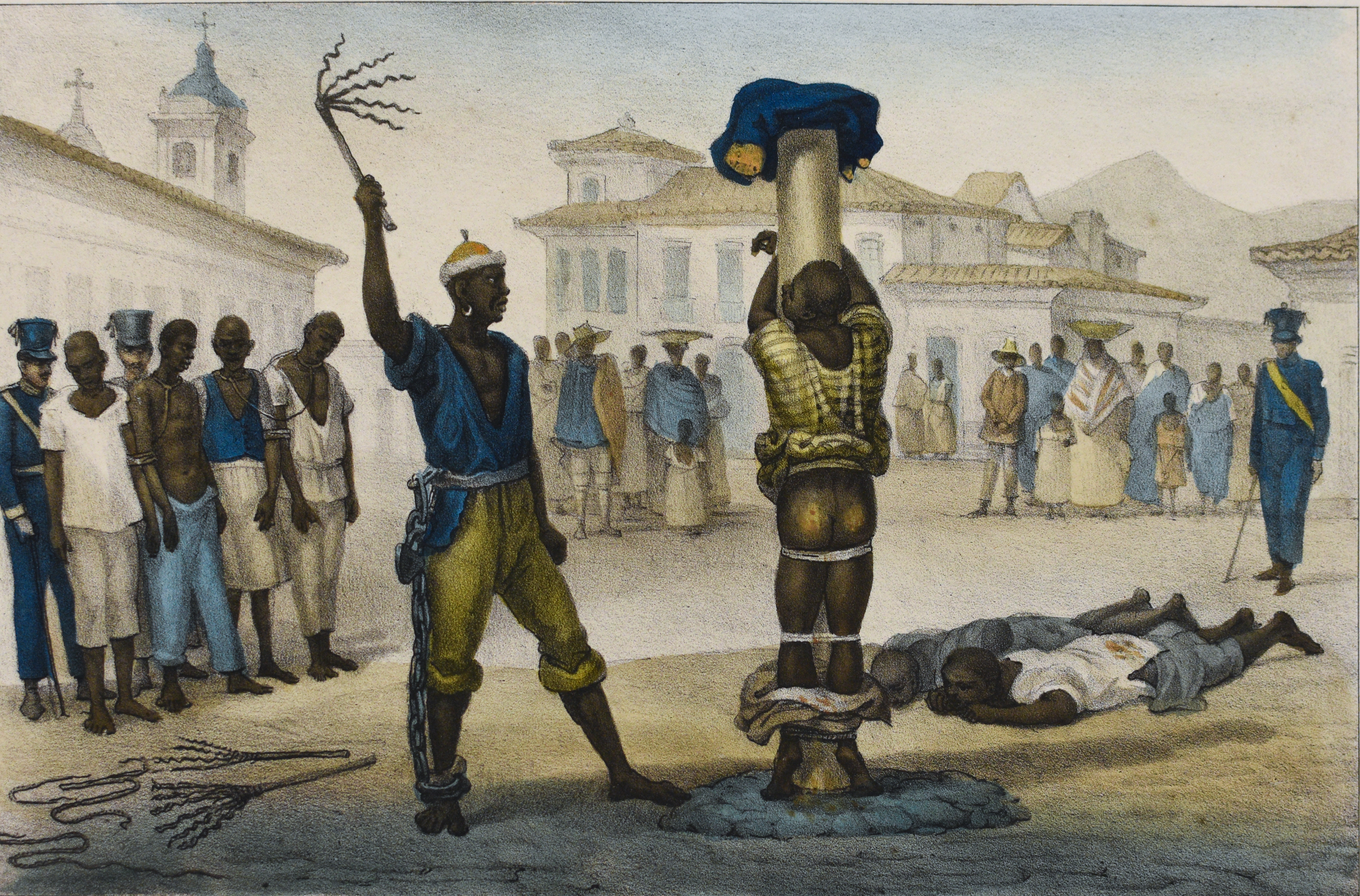
노예 처벌. 살바도르 (바이아)에 있는 채찍대 (또는 칼)

#### 노예무역의 정당성
포르투갈은 탐사, 개척, 정복을 통해 확보한 북아프리카와 대서양 지역에 대한 독점적 무역권과 점령지에 대한 소유과 관리권한에 대한 교회의 인정과 지지를 교황청 요청했다. 1452년, 교황 니콜라오 5세(208대 1447~1455)는 칙령(Dum Diversas)을 통하여 사라센인과 이교도들을 공격하고 정복하여 점령할 수 있는 포르투갈의 권리를 인정했다. 또한 사라센인, 이교도, 비기독교인을 노예화 할 수 있는 권리를 아폰수 5세에게 부여 하였다.
이는 레콩키스타와 북아프리카 원정중 생포된 포로들의 노예화에 대한 도덕적 정당성을 부여한 조치이며, 노예화는 경제적 이익을 위한 것이 아니라 이교도와 불신자를 줄이는 차원에서 실시함으로써 종교적, 도덕적 정당성을 인정받을 수 있게 되었다. 노예들을 강제개종시켜 그들의 영혼을 구원시킬 수 있다고 보았기에 이교도 아프리카 원주민을 노예로 데려오는것을 인정하는 것이었다. 교황 니콜라오 5세는 칙령의 내용을 1455년에 공포한 로마누스 폰티펙스 칙령에서 재차 확인하였다. 이러한 교황의 칙령들은 차후에 노예 무역과 유럽의 식민지 활동에 대한 정당성을 부여하였다.

#### 스페인

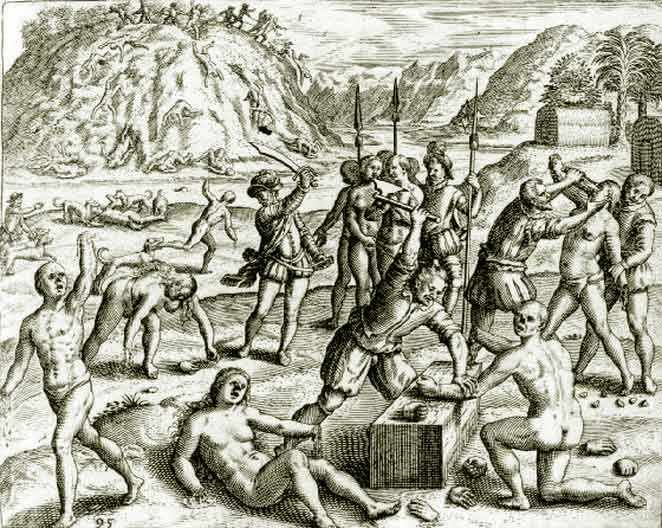
인디오를 학살하는 탐험가들

1492년 콜럼버스의 신대륙 발견 이후, 스페인 개척자들은 원주민을 강제 노동에 동원했는데 (에스파냐인들은 미타(영어 Mit'a)라는 콜럼버스 이전 시대 제도를 이용하였다.) 아메리카 원주민들은 천연두 등 면역력이 없는 질병의 확산과 스페인 정복자들의 학살행위로 인해 숫자가 급격히 줄어 들었다. 노동력이 부족해지면서 스페인 정복자들은 대서양 노예 무역에 뛰어들기도 하였다.
신대륙에서 처음으로 아프리카 노예를 부린 사람은 쿠바나 히스파니올라 같은 섬에서 장사하는 에스파냐인들로, 이들 섬에서는 원주민 인구가 심각하게 줄어 최초로 원주민을 보호하는 법(부르고스 법, 1512~1513)이 생길 정도였다. 1501년, 아프리카 노예들이 처음으로 히스파니올라에 도착하였다.
1520년 경에 사탕수수가 서인도제도에 전래되어 16세기 후반부터 본격적으로 재배가 이루어지기 시작했다. 중노동에 속하는 사탕수수 재배와 설탕 가공에 필요한 노동력은 16세기 전반기부터 아메리카 대륙으로 유입되기 시작한 아프리카 흑인 노예들로 충당되었다. 16세기까지만 해도 설탕은 사치품이었으나 17세기 후반 부터는 점차 일부 중산층에서도 이용할 수 있는 품목이 되었다.

#### 바야돌리드 논쟁

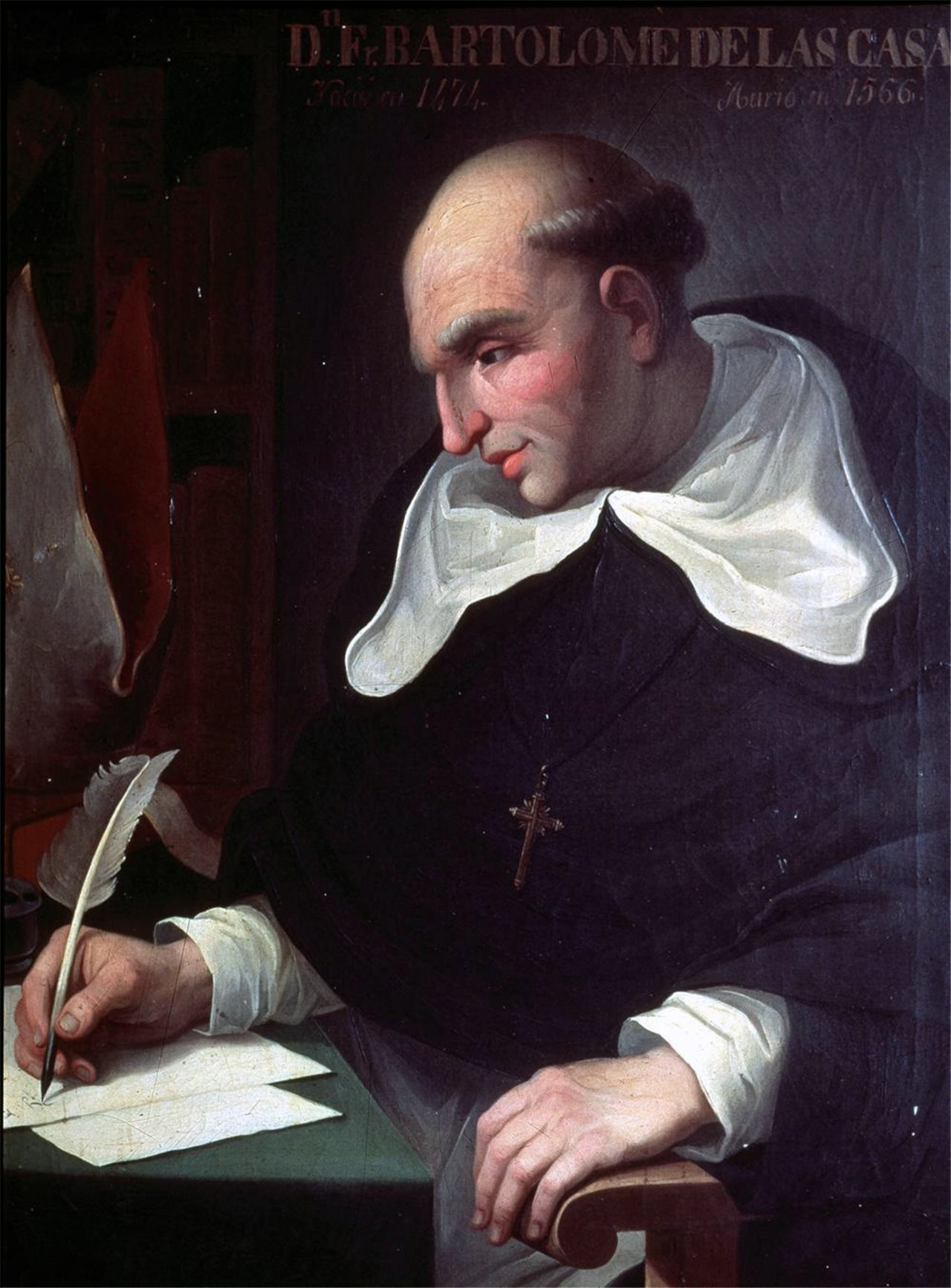
라스카사스 신부

스페인의 아메리카 대륙에 대한 탐험은 곧 정복의 시대로 전환되었다. 1521년에 코르테스가 아즈텍을 정복하였고, 1533년에 피사로가 잉카를 멸망시켰다. 이들 정복자들은 원주민 보호를 위해 만들어진 엔코미엔다 제도를 악용하여 원주민들을 노예화하며 인권을 말살하고 노동 착취를 일삼았다. 탁스코(1529년), 파추카(1534년) 등 여러곳에서 대규모 은광이 발견되면서 강제로 동원된 원주민들은 실로 열악한 환경하에서 중노동에 시달렸다.
카톨릭 전파를 명분으로 내세웠던 이들 탐욕스런 정복자들은 원주민들을 잔인하게 살해하기도 했다. 16세기 중반경에 원주민의 숫자는 10분의 1로 줄어들었는데, 사망 원인으로는 면역력이 없었던 유럽의 질병에 의한 것도 있었지만 가혹한 노동과 정복자들에 의한 학살 등 야만적인 온갖 만행에 있었다. 이런 신대륙의 참상은 귀국한 카톨릭 신부들에 의헤 스페인 사회에 알려졌다. 특히 도미니크회 소속의 라스 카사스 신부는 '서인도 제도의 역사'라는 책을 기술하여 원주민들의 참상과 정복자들에 의해 자행된 수많은 범죄행위에 대해서 상세히 알렸다.
뒤늦게 식민지의 실상을 알게된 스페인 국왕 카를로스 1세는 1542년에 신법(新法)을 공포하여 원주민들을 보호하고 노예화와 노동착취를 금지 시켰다. 그러나 이 법은 식민지 통치자들의 반발에 부딪치며 곧 실효성을 상실하고 말았다. 한편, 옹호론과 함께 비난이 쏟아지며 스페인 사회에 큰 논란이 발생하자 1550년에 카를로스 1세의 지시하에 바야돌리드 궁정에서 토론회가 개최되었다. 토론에 참가한 라스 카사스 신부 등은 원주민의 자연권을 옹호하였으나 세풀베다 등은 강제개종과 교화를 옹호하며 필요시 군사행동도 필요하다고 주장했다. 토론은 명쾌한 결론에 도달하지 못했고 부족한 노동력은 아프리카 흑인 노예를 동원하여 보충하는 것으로 결론지어졌다.
논쟁 후 원주민에 대한 처우는 조금 개선되었다고는 하나 사실상 큰 변화는 없었다. 끌려온 아프리카 흑인 노예들은 은광산에 투입되었다가 점차 은이 고갈되어가자 담배와 사탕수수 재배에 동원되었다. 흑인노예들에 대한 처우나 노동환경은 원주민들과 동일하게 열악하였다.

#### 영국
영국은 대서양 노예 무역에서 중요한 역할을 하였다. "삼각 무역"은 프랜시스 드레이크와 그 일당들이 개척한 무역로였다. 청교도 혁명의 성공으로 집권한 크롬웰은 1655년에 영국군을 파병시켜 스페인 식민지였던 자메이카를 점령한 후 이곳을 사탕수수 재배와 노예무역의 전진기지로 삼았다. 1750년에 노예제는 13개 아메리카 식민지 전체에서 합법적인 제도였으며, 노예 무역과 서인도 대농장의 이익은 산업 혁명 당시 영국 경제의 5%를 차지하였다.
대서양 노예 무역은 18세기 말에 정점에 이르렀는데, 노예 거의 대부분은 서아프리카 내륙에서 벌어진 약탈 원정에서 사로잡힌 사람들이었다. 약탈 원정은 보통 오요 제국(요루바), 아샨티 제국, 다호메이 왕국, 아로 연합 등 아프리카 왕국들이 실시하였다. 아프리카 내륙으로 간 유럽인은 거의 없었는데, 질병에다 아프리카인들의 격렬한 저항을 두려워했기 때문이었다. 노예는 해안 식민 기지로 끌려와서 재화와 거래되었다. 16세기에서 19세기까지 아메리카로 실려간 아프리카인은 1,200만 명으로 추산된다. 이들 가운데 645,000명은 오늘날의 미국 땅으로 끌려갔다.
버지니아의 백인들은 17세기 초반에 유입된 아프리카인들을 계약 노동자로 대우하기로 하였다. 17세기와 18세기에 아메리카 식민지에 온 유럽 이주민 전체 중 절반 이상이 계약 노동자로 왔던 시대였다. 1655년, 흑인 존 캐저는 오늘날의 미국에서 최초로 법적으로 노예로 인정되었다. 1860년 미국 인구 조사에 따르면, 393,975명의 사람들이 노예 3,950,528명을 소유하였다. 이들 노예 중 브라질에서 실려온 사람들이 가장 비중이 컸다.

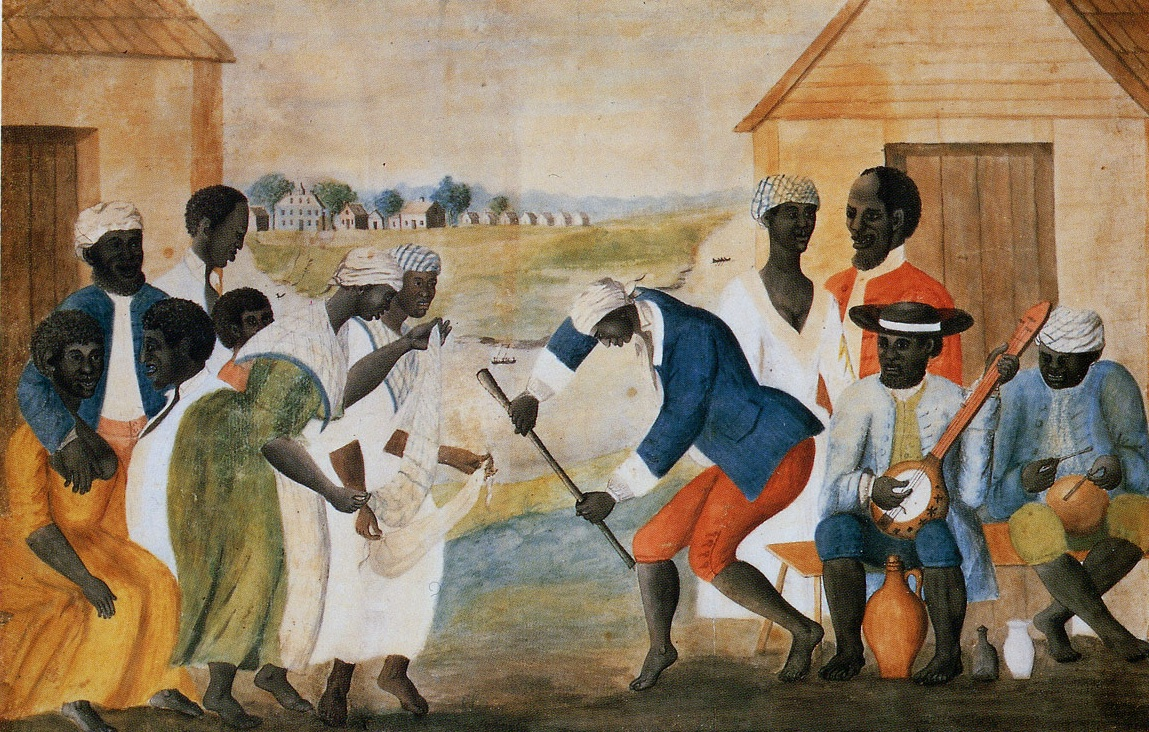
버지니아의 어느 대농장 노예. 1790년경.

### 아랍의 노예 무역
역사가들은 아랍의 노예 무역이 천 년 이상의 역사를 지니고 있다고 한다. 아랍 세계의 노예는 사하라 이남 아프리카(주로 잔지바르), 캅카스(주로 체르케스인), 서북아시아(주로 타타르), 중앙 유럽 및 동유럽(주로 사깔리바) 등 여러 지역 출신들이었다.
이븐 바투타는 자신이 노예를 받거나 샀다는 이야기를 수 차례 전하고 있다. 노예는 이슬람 세계의 변경 지역에서 구입하거나 사로잡혀서 중심지의 노예 시장에 수출되어 여러 지역으로 팔려나갔다. 9세기와 10세기에 흑인 노예들은 이라크 저지대의 총 인구 중 최소한 절반은 차지하였던 것으로 보인다. 같은 시대에 이 지역 수만 명의 노예가 중앙 아시아와 캅카스에서도 수입되었다.
잔지바르는 동아프리카의 주요 노예 무역항으로, 19세기에 오만 아랍인의 지배하에 해마다 이 도시를 통하여 5만 명의 노예들이 판매되었다. 어떤 역사가들은 서기 650년에서 1900년까지 1,100~1,800만 명의 흑인 노예들이 홍해, 인도양, 사하라 사막을 지났던 것으로 추산하고 있다. 이에 비해 아메리카 대륙으로 끌려간 아프리카인들의 수는 940~1,200만 명이었다.
중앙과 동부 유럽의 노예들은 보통 사깔리바('슬라브인'이라는 뜻이다.)로 불렸다. 또 무어인들은 8세기부터 지중해와 대서양 주변 해안 지방을 습격하여 바르바리 해적으로 알려지게 된다. 16세기에서 19세기에 이들이 서유럽과 북아메리카에서 사로잡은 백인 노예의 수는 125만 명으로 추산된다.

### 유럽의 노예 무역
서유럽의 노예 제도는 중세 시대 말기에 거의 사라졌다. 잉글랜드의 노예 무역은 1102년에 불법화되었다.
스칸디나비아의 노예 제도 스랄(Thrall)은 14세기 중엽에야 폐지된다. 동유럽에서는 노예제가 더욱 오래 지속되었다. 폴란드의 노예제는 15세기에 금지되었으며, 리투아니아에서는 1588년에 노예제가 공식적으로 폐지되었는데 두 나라의 노예제는 2차 농노제로 대체되었다. 모스크바 대공국에서 노예들은 보통 홀로피로 분류되었다. 러시아에서 노예제는 1723년에 표트르 대제가 전국의 노예를 공식적으로 농노로 전환할 때까지 잔존 제도로 존속하였다. 러시아 차르국의 노예들은 거의 대부분 그 이전인 1679년에 사실상 농노로 전환되었다. 러시아의 농노는 1861년 알렉산드르 2세의 칙령으로 호족 지주로부터 해방되었다.
로버트 데이비스에 따르면, 16~19세기에 바르바리 해적이 사로잡아 북아프리카와 오스만 제국에 판 유럽인 노예의 수가 100만~125만 명 사이라고 한다. 흑해에서는 1783년에 러시아 제국이 크림 한국(汗國)을 멸망시킬 때까지 수백 년간 기독교도 노예를 광범위하게 교역하였다. 1570년대에 크림반도의 카파 항에서는 해마다 20,000명에 가까운 노예들이 판매되었다. 이 노예들은 우크라이나 남부, 폴란드-리투아니아, 몰다비아(몰도바), 왈라키아, 체르케스에서 몽골군들에게 사로잡혔는데, 이 무역은 "초원의 수확"으로 알려졌다. 일부 연구자들은 크림 한국 시대에 사로잡혀 노예가 된 사람의 수가 총 3백여만 명이 넘는 것으로 추산한다. 크림 인구의 75% 이상이 노예나 해방 노예였던 것으로 보인다.

### 아프리카
가나(750~1076), 말리 (1235~1645), 바마나(1712~1861), 송가이(1275~1591) 등 서부 수단의 초기 이슬람 국가에서는 인구의 약 1/3이 노예였다. 세네감비아에서는 1300년에서 1900년 사이에 인구의 거의 1/3이 노예화되었다. 19세기 시에라 리온의 인구 중 거의 절반이 노예였다. 19세기에 카메룬 두알라인과 콩고 니제르강 하부의 이보족과 다른 민족, 및 앙골라의 쇼크웨 왕국 및 칸사제의 왕국 인구에서 최소 절반이 노예였다. 아샨티와 요루바 인구의 1/3도 노예였다. 카넴-보르누 제국(1600~1800)에서는 노예가 전체 인구의 1/3 내지 40% 정도를 차지했다. 1750년에서 1900년 사이에 풀라니 성전 국가의 전체 인구 중 1/3이나 2/3가 노예였다. 하우사인이 나이지리아 북부와 카메룬에 세운 소코토 제국의 경우 19세기에 인구 절반이 노예였다. 아랍인과 스와힐리인으로 이루어진 잔지바르의 인구 가운데 65~90%가 노예였다. 마다가스카르도 인구의 대략 절반이 노예였다. 20세기 초에 처음으로 영국이 소코토 제국과 북부 나이지리아 주변 지방을 지배할 당시 200만~250만 명의 이곳 사람들이 노예였다. 노예제 반대 협회에서는 1930년대 초 에티오피아의 추산 인구 800~1,600만 명 중 200만 명이 노예였던 것으로 추산하였다.

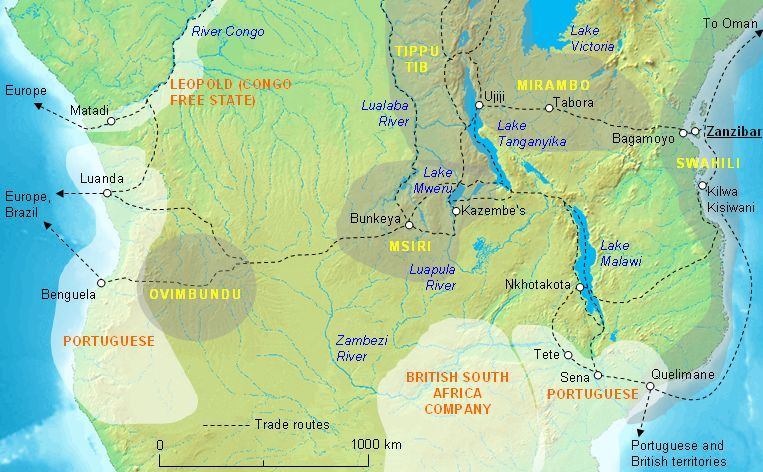
1880년의 남중부 아프리카.

동아프리카 해안의 유명한 노예 상인으로 티푸 티브를 들 수 있는데, 그 자신 역시 아프리카인 노예의 손자였다. 포르투갈인과 아프리카인의 후손이었던 프라제로스 노예상인들은 잠베지강을 따라 교역을 벌였다. 잠베지강 북쪽의 와야오인과 마쿠아인들도 이들처럼 직업적인 노예 사냥꾼이자 상인이었다. 니암웨지족의 노예 무역상인들은 음시리와 미람보의 지도 하에 더욱 북쪽까지 가서 노예 사냥을 벌였다.

### 아시아

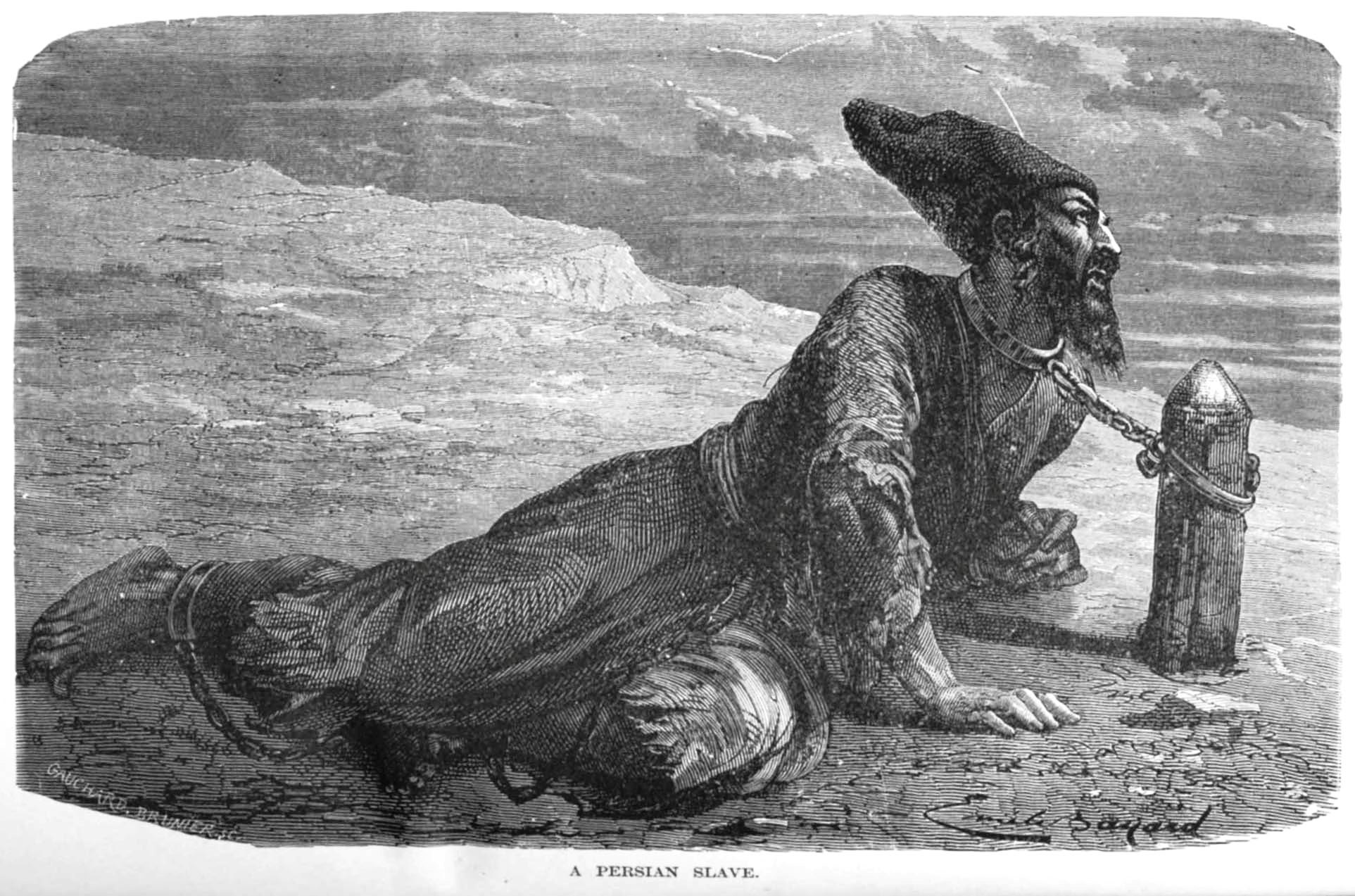
히바 칸국의 페르시아인 노예. 19세기.

오스만 제국에서는 1908년에도 여성 노예가 매매되고 있었다. 러시아인과 페르시아인 포로 노예가 팔린 노예 시장은 중앙 아시아의 히바 칸국에 집중되었다. 헨리 바틀 프레어 경(부왕회의 관리)에 따르면, 1841년에 인도에는 800~900만 명의 노예가 있었다고 한다. 말라바르에서는 인구 중 약 15%가 노예였다. 1843년에 제5 인도 노예법에 의거하여 인도의 힌두교 및 이슬람 지역에서 모두 노예제가 폐지되었다.
동남아시아의 경우 말레이시아와 인도네시아의 일부 지역 인구의 1/4 또는 1/3이 노예였다. 필리핀의 남쪽 부족들은 "라오스 사람들, 베트남 사람들, 캄보디아 사람들, 미얀마 사람들 등에게 끊임없이 잡혀가 노예가 되었다."고 한다. 태국의 군사 원정은 대규모 노예 사냥으로 변질되었다.

### 미국

#### 면화와 흑인노예
17세기초에 건설된 북미 제임스타운으로 이주한 초기 영국인들은 담배농사를 주업으로 하였다. 스페인에 의해 처음 유럽에 소개된 담배는 큰 인기를 끌며 수요가 폭증했기 때문에 담배수출은 북미 식민지 경제자립에 큰 도움이 되었다. 필요한 노동력은 점차 흑인 노예로 충당해나갔기 때문에 노예의 숫자가 점점 증가했다. 담배가 과잉 생산되자 면화로 작물전환이 이루어졌으나 기존의 조면기로는 내륙에서 재배되는 단모종의 씨앗제거가 불가능하여 해안지역에서 잘 자라는 장모품종을 주로 재배하였다. 산업혁명으로 영국에서 면화 수요가 폭증했지만 생산량이 적은 관계로 내수용 정도만 충당할 수 밖에 없었다.
그러나 1793년, 일라이 휘트니가 새로운 조면기를 개발한 후 면화 재배량이 급격히 증가했다. 19세기 전반기에 남부 지역이 면화왕국으로 변하면서 흑인 노예 숫자 또한 폭발적으로 증가했다. 노예 가격도 뛰었고 흑인 노예에 대해 동정적이었던 여론과 노예제 폐지론은 남부지역에서 자취를 감추게 되었다. 수탈과 인권 말살, 지독한 인종 차별이 발생하였고 노예제가 남부지역에 확고하게 뿌리를 내리게 되었다.

#### 남부의 노예제도
19세기 초에 대서양 노예 무역은 종식되었으나, 노예제는 농업이 중심산업이었던 미국 남부 주에서 핵심적인 경제 제도로 존속하였다. 1780년에서 1804년 사이에 북부 주는 모두 노예 해방 법령을 통과시켰는데, 대부분의 경우 해방 법령을 점진적으로 적용하였다. 1807년에 연방정부에 의해 노예무역이 금지되어 더 이상 노예를 수입할 수 없게 되자 노예값이 올라갔다. 또한 남부 주에서는 인구가 서부로 이동하면서 노예제도가 확대되었다. 노예 밀무역이 이루어졌고 노예번식 사업도 진행되어 5십만영이던 노예수가 1860년이 되면, 4백만 명으로 증가하였다. 노예제가 확대되면서 계속 이윤을 창출하고 견고하게 제도가 유지되어 사라질 기미를 보이지 않게 된다. 그러나 노예제 반대 세력들은 노예제가 더욱 확대되지 못하도록 막아 이 제도를 없애버리자고 주장하였다. 노예제가 이윤을 내지 못하게 된다면 노예를 구입하여 관리하는 데 많은 돈을 쓸 사람도 없어질 것이고, 노예 제도 자체도 세계 다른 나라들처럼 사라지게 될 것이었다.
1770년에 아메리카 13개 식민지의 노예 인구와 비중은 다음과 같다. 뉴햄프셔 654명(1%), 매사추세츠 4,754명 (2%), 코네티컷 5,698명 (3%), 로드아일랜드 3,761명 (6%), 뉴욕 19,062명 (12%), 뉴저지 8,220명 (7%), 펜실베이니아 5,561명 (2%), 델라웨어 1,836명 (5%), 메릴랜드 63,818명 (32%), 버지니아 187,600명 (42%), 노스캐롤라이나 69,600명 (35%), 사우스캐롤라이나 75,168명 (61%), 조지아주 15,000명 (45%)
버지니아, 노스캐롤라이나, 캔터키의 담배 재배와 더불어 사우스캐롤라이나의 쌀농사에 기반을 둔 대농장 체제(플랜테이션)는 조지아, 앨라배마, 미시시피의 새 면화 농경지로 확대되어 노예도 더 많이 필요해졌으나, 1808년에 노예 수입은 불법화되었다. 완전한 통계 자료는 없으나 1790년에서 1860년 사이에 옛 남부에서 서쪽으로 이동한 노예의 수는 1,000,000명으로 추산된다. 이 가운데 상당수는 메릴랜드주, 버지니아주, 캐롤라이나스에서 온 사람들이었다. 마이클 태드먼은 1989년 "판매자와 노예: 옛 남부의 주인, 교역상, 노예"이라는 책에서 지역간 이주의 60~70%는 노예 판매 때문이었다고 썼다.

#### 노예주와 자유주
1850년 합의로 새 영토를 노예주 (그 당시 조지아주, 사우스캐롤라이나주, 노스캐롤라이나주, 버지니아주, 메릴랜드주, 델라웨어주, 켄터키주, 테네시주, 루이지애나주, 미시시피주, 앨라배마주, 미주리주, 아칸소주, 플로리다주, 텍사스주)와 자유주 (그 당시 펜실베이니아주, 뉴욕주, 뉴저지주, 코네티컷주, 로드아일랜드주, 매사추세츠주, 뉴햄프셔주, 버몬트주, 오하이오주, 인디애나주, 일리노이주, 메인주, 미시간주, 아이오와주, 위스콘신주, 캘리포니아주, 미네소타주, 오리건주, 캔자스주, 웨스트버지니아주, 네바다주)로 분할하게끔 정해지면서 노예제를 둘러싼 미국의 정치적 대립이 잠시나마 해결되었다. 그러나 캔자스의 위상은 해결되지 못하였으며 급기야 노예제 찬성파와 반대파 주민간에 유혈 충돌(피의 캔자스)이 벌어졌다.

#### 개신교에서의 논쟁
노예제도는 개신교에서도 논쟁의 대상이 되었다. 노예제도라는 현재의 질서를 문자적인 성서해석으로 지지함으로써 기득권을 유지하려는 남부의 기독교 근본주의 성향의 개신교와 기독교 인도주의에 따라 노예제도에 반대하는 개신교 신자들(퀘이커, 메노나이트) 모두가 성서를 인용하였다. 남부의 개신교에서는 노예들은 주인에게 복종하라는 에베소서의 문장을, 노예제도에 반대하는 개신교 신자들은 대접받고자 하는 대로 대접하라는 마태복음서의 황금률을 인용함으로써 자신들의 주장을 신학적으로 정당화하였다.

## 노예제 폐지 운동

### 고대
고금을 통틀어 노예 제도는 여러 형태로 존속하였으며, 노예를 해방하려는 운동도 있었다. 토라의 출애굽기에 따르면, 모세는 이스라엘인 노예들을 데리고 이집트를 떠났다고 하는데, 아마도 이것이 최초의 노예 해방 운동에 관한 기록일 것이다. 후대 유대 법(할라하)에서는 이스라엘 땅에서 노예 판매를 금하였으며, 본인이 원한다면 노예가 이스라엘로 이주할 수 있도록 허용하였다.

### 퀘이커
아프리카인의 노예화에 반대한 초기 사례로는 1688년 펜실베이니아의 독일인과 네덜란드인 퀘이커를 들 수 있다. 전 세계적으로 노예제 폐지 운동에 중요한 이정표가 된 사건은 1772년 잉글랜드에서 일어났는데, 영국의 법관 맨스필드 백작은 서머셋 백작에서 잉글랜드내 노예제가 불법이라는 의견을 내놓아 널리 인정을 받았다. 이 판결에서는 다른 사법권(가령 아메리카 식민지 등)에서 계약한 노예제가 잉글랜드에서 집행되지 않는다는 원칙도 규정하였다. 1777년, 버몬트는 오늘날의 미국 땅 가운데 최초로 노예제를 폐지한 나라가 되었다. (당시 버몬트는 이제 막 독립한 신생 국가였다.) 1794년, 프랑스에서는 자코뱅파에 의해 노예제가 폐지되었다.

### 아이티
카리브해의 산도밍고(현재 아이티 공화국)는 흑인 노예를 이용한 플랜테이션 농업으로 설탕, 커피, 코코아, 담배를 생산하는 프랑스의 식민지였다. 당시 전 유럽 수요의 많은 부분을 공급하여 프랑스에 막대한 이익을 제공하고 있었다. 그런데 프랑스 혁명 소식을 전해들은 50 여만명의 흑인노예와 혼혈인들이 '자유, 평등, 우애'의 원칙을 산도밍고에도 적용하라고 요구했다. 프랑스가 이를 무시하자 1791년 8월에 봉기를 일으켰다. 1개월간의 혈전으로 백인 1천명, 흑인 1만명 이상이 사망하고 많은 농장이 파괴되었으나 흑인들의 승리로 이어졌다.
프랑스와 전쟁 중이던 영국이 개입하여 함대를 파견하자 프랑스에서 파견된 대표는 영국을 물리치기 위해 산도밍고의 현지인들을 자유인으로 선포하며 프랑스 시민으로서의 동등한 권리를 가지도록 하였다. 1793년 8월에 산도밍고가 영국을 물리치자  1794년 2월에 프랑스는 모든 식민지에서 노예제 폐지를 선언하였다. 산도밍고인들은 갈등끝에 프랑스인들을 몰아내고 1801년 7월에 독립을 선언했다. 그러나 제1통령 나폴레옹은 1801년 11월에 3만명의 원정대를 파견하여 식민지 재탈환과 노예제를 부활시켜려 했다. 아이티(산도밍고)는 투쟁끝에 프랑스 군을 몰아낸후 1804년 1월1일 정식으로 독립하였다. 이로써 최초의 흑인 공화국이 탄생하였으며 노예제 폐지를 법령화한 최초의 북아메리카 국가가 되었다. 아이티의 독립은 영국의 노예해방, 중남미의 탈식민지와 노예제 폐지에 많은 영향을 주었다.

### 영국
17세기부터 노예무역에 뛰어든 영국은 18세기에 이르러 세계 최대의 노예무역국이 되었다. 삼각 무역과 서인도 제도 대농장의 이익은 산업 혁명 당시 영국 경제의 5%를 차지하였다. 영국의 주요 항구는 노예무역으로 인해, 고용창출효과가 매우 컸다. 그러나 흑인노예들은 실로 비참하고도 비인간적인 대우속에 매매 이루어졌으며 이들에 대한 실상이 알려지면서 계몽주의자들에 의해 18세기 후반부터 노예폐지론이 대두되었다.
존 뉴턴, 윌리엄 윌버포스 등이 1787년에 '노예무역 폐지 협회'를 창설한 후 노예제 폐지운동을 전개했다. 흑인노예들의 참상을 알리며 정치쟁점화해나간 결과, 1788년 영국총리 윌리엄 피트가 노예무역 검토를 위한 자문위원회를 설치하기에 이르렀다. 1807년 2월 23일, 노예무역 폐지법안이 통과되었다. 1823년에 노예제 완전 폐지를 위한 모임인 노예폐지협회가 결성되었다. 협회를 중심으로 노예제 완전폐지를 위한 민중운동을 펼쳤는데, 노예제로 이익을 보고 있던 상인이나 플랜테이션 소유주의 강한 반대에 부딪히기도 했다. 1833년 7월 26일, 대영제국 내의 모든 노예를 1년 내에 해방한다는 법안이 국회에서 통과되었고 다음해 노예제가 완전히 폐지되었다.
영국은 다른 유럽국가에도 노예무역 및 노예제를 폐지할 것을 촉구했으며, 1802년에 덴마크가, 1807년에 미국이 노예무역 금지에 합의했다. 1814년에는 프랑스도 '1819년부터 노예무역을 금지한다'는 요지의 협정을 영국과 체결했다. 더불어 유럽 여러 나라와, 에스파냐와 포르투갈의 식민통치로부터 새로 독립한 라틴아메리카 국가들도 노예무역을 금지하였다.
영국이 노예제 폐지에 앞장섰던 이유는 계몽주의자들의 노력도 있었지만, 산업혁명 성공으로 기계화가 이루어진 상황이라 노예에 의존할 정도로 노동력이 많이 필요하지 않았으며, 비인간적인 노예무역으로 부를 축적했다는 국가 이미지를 개선하고, 분리독립해 나간 미국이 흑인노예에 의존적인 경제 구조를 가지고 있었기에 미국의 경제성장을 저지하는데 매우 효과적인 외교적 압박정책이었기 때문이기도 하였다.

### 미국
미국에서는 노예제 폐지론자들의 압력으로 노예 해방을 향하여 작은 성과들이 연이어 일어났다. 1808년 1월 1일 이후, 미국으로 노예를 수입하는 행위가 금지되었으나, 국내 노예 거래나 외국의 국제 노예 무역 종사는 해당되지 않았다. 법적으로 노예제는 계속 이어졌으며, 미국내 노예가 법적으로 해방되기까지는 60년이 더 걸려야 하였다. 여러 미국의 노예제 폐지론자들은 지하철도라는 비밀 결사 조직의 지원속에 노예제 반대 운동을 벌렸다. 1854년에 노예제 반대 세력과 노예제 찬성 주민들간에 일어난 피의 캔자스 사건이 일어나는 등 폭력 사태가 벌어지기도 했다.
1860년 11월에 노예제를 기본적으로 반대하는 에이브러햄 링컨이 미국 대통령에 당선되자, 이에 반발한 남부의 주들이 연방에서 탈퇴하였고 다음해 4월에 남북 전쟁이 일어났다. 링컨 대통령은 전쟁중에 노예 해방 선언을 발표하여 1863년 1월1일부로 남부 연합 내 노예들을 해방하였다. 북부의 승리로 종전된후 1865년 미국 수정 헌법 제13조에서 전국의 노예 제도를 금지하였다. 하지만 백인들의 인종차별 의식까지 없어진 것은 아니었다. 미국의 흑인들은 인종차별이 법적으로 없어지기 전까지 백인들로부터 교육, 공공시설, 식당, 교통시설, 의료, 직업선택에서 차별을 받았다. 또한 미국 남부에서는 흑인들에 대해서 노예의 후손이라 하여 멸시, 천대하는 습성이 1920년대까지도 일부 잔존하였다.

### 라이베리아
1816년, 미국에서 미국식민협회가 설립되어 자유인 신분이 된 흑인들을 해외로 이주시키는 역할을 했다. 남부의 주들 가운데 연방탈퇴보다 타협에 나선 경계주 의회와 교회가 지원을 받아서 흑인 노예를 직접 사들여 풀어주고 아프리카까지 갈 경비를 마련해 주었으며 도착한 후 정착을 도왔다. 이 단체의 노력으로 1822년 아프리카 사하라사막 남서쪽에 라이베리아(자유의 나라)가 건설되기 시작했다. 1847년에 버지니아 출신의 혼혈인 J.로버츠가 초대 대통령에 취임하며 라이베리아는 독립국이 되었다. 그러나 독립한 라이베리아에서는 미국에서 이주하여 온 소수의 해방노예들, 즉 아메리코라이베리안과 원주민들 사이에 지배와 종속의 관계가 성립되며 혼란을 겪었다. 20세기 들어 전체 인구의 3%에도 채 미치지 못하는 아메리코라이베리안들에 의한 독재체제의 지속과 원주민에 대한 가혹한 억압정책, 노예제도 존속 등으로 국제사회의 비난이 이어졌고 결국 쿠데타가 벌어지기도 했다.

### 아프리카
1808년에서 1860년 사이에 영국 서아프리카 함대는 노예선 1,600여 척을 나포하여 노예선에 잡혀 있던 아프리카인 150,000명을 풀어주었다. 노예 거래를 불법화하기로 영국과 조약을 체결하는 데 거부한 아프리카 통치자들에게도 조치가 취해져서, 가령 "라구스의 찬탈자 왕"은 1851년에 폐위되었다. 50명이 넘는 아프리카 통치자들이 노예제에 반대하는 조약을 체결하였다.

### 대한민국
조선시대 노비가 면천하는 방법은 전쟁이나 자연재해 같은 특수한 상황에서 활약하는 방법이 있었다. 또한 '속오군'에 지원하는 방법이 있었다. 임진왜란을 계기로 신설된 '속오군'은 병농일치제에 따른 체제로서 부자 2대에 걸쳐 '평생동안' 군대에 복무해야 상민으로 해방될 수 있었다. 그리고 노비의 아버지가 조선 정부의 관리일 경우, 노비는 장예원에 심사를 거쳐 상민이 될 수 있었다. 대신에 노비는 '보충대'라는 곳에 입속하여 일정기간을 거쳐야 상민이 될 수 있었다. 1894년 갑오개혁 때 법제화를 통하여 노비해방 시도가 있었으나 큰 효과를 거두지는 못했다.
개화기에 개신교 신자들이 노비를 해방 하는 일이 있었다. 대표적인 예가 여운형인데, 그는 기독교인이 된 후에 집에서 부리던 노비들을 해방시켰다. 개화파 정치인 윤치호는 1895년 2월 13일 미국 유학을 마치고 귀국한후 노비문서를 소각하고, 노비들에게 재산을 주어 독립시켰다. 그의 친척들도 모두 그의 뜻을 따랐다. 1895년 12월 귀국한 서재필은 1897년 11월 1일에 독립협회가 개최 한 제 8회 토론회에서 노비 해방을 토론주제로 건의하였다. 약 500 명이 참석 한 토론회에서는 열띤 논의가 진행되었고 토론말미에 투표가 있었는데, 노비해방에 대해 만장일치로 찬성이 나왔다. 독립협회의 결의에 따라 노비들을 석방시키는 이들이 나타나기 시작하였으며, 이후 윤치호와 서재필의 지속적인 노력으로 노비 해방 풍조가 점차 확산되었다.

### 모리타니
아프리카의 모리타니는 노예제가 합법적이었던 마지막 국가였다. 1981년, 모리타니의 대통령이 노예제 폐지를 선언함으로써 공식적으로는 지구상에서 노예제가 사라졌다. 그러나 이는 대통령령이었을뿐 노예를 소유하는 것은 범죄행위가 아니었다. 2007년 8월에 모리타니 의회는 노예를 소유할 경우에 최고 10년의 징역형에 처하도록 하는 법안을 만장일치로 통과시켰다. 이로써 법적인 장치는 제대로 갇추어졌으나 그 적용이 느슨하여 실질적인 효과는 미미한 상태이다. 현재 전체 인구 3백 5십만명 중에 약 20% 정도인 60만명이 노예인 것으로 추산되고 있다. 그 밖에도 몇몇 북아프리카 국가에서는 아직도 불법적으로 노예가 존재하고 있는 것으로 알려져있다.

## 세계인권선언
1948년 12월 20일, 파리에서 열린 제3회 국제 연합 총회에서는 세계 인권 선언을 채택하였다. 이를 통하여 2차 세계대전 전후로 전 세계에 만연하였던 인권침해 사태에 대한 인류의 반성을 촉구하고, 모든 인간의 기본적 권리를 존중해야 한다는 유엔 헌장의 취지를 구체화 하였다. 인권선언문은 전문과 본문의 30개 조에 개인의 기본적인 자유와 함께 노동권적 권리, 생존권적 권리를 오늘날의 진보적인 국가의 헌법에서 규정하는 인권보장과 같이 자세히 규정하고 있다. 특히 제4조에는 노예제에서 해방되는 것은 국제적으로 인정받은 인권이라고 선포하였다. 세계 인권 선언 제4조는 다음과 같다.
아무도 노예의 신분이나 노예의 상태에 얽매어 있지 아니한다. 노예제도와 노예매매는 어떤 형태이건 금지된다.

## 같이 보기
| - 노예시장 - 인신매매 - 노예무역 - 농노제 - 맘루크 - 엔코미엔다 - 바야돌리드 회의 - 바르톨로메 데 라스 카사스 - 노예제 폐지운동 - 노예 해방 선언 - 노예주와 자유주 - 에이브러햄 링컨 - 윌리엄 윌버포스 - 고대의 노예제 - 아랍의 노예무역 - 스페인 식민지의 노예제 | - 노비 - 일본군 위안부 - 소년병 - 징병제 - 한방울 규칙(ODR) - 인종 차별 - 백인 우월주의 - 기독교와 노예제 - 유대교와 노예제 |

## 참고 문헌
- 이 문서에는 다음커뮤니케이션(현 카카오)에서 GFDL 또는 CC-SA 라이선스로 배포한 글로벌 세계대백과사전의 내용을 기초로 작성된 글이 포함되어 있습니다.